# Министерство связи и информации Казахстана
Министерство связи и информации Республики Казахстан (2010—2012) — орган государственного управления Республики Казахстан в составе Кабинета Министров РК в области связи и в сферах информатизации, средств массовой информации, архивного дела и документации, автоматизации госуслуг и координации деятельности ЦОН.
Создано 12 марта 2010 после крупных изменений и перестановок в Правительстве Казахстана путём инкорпорации Агентства Республики Казахстан по информатизации и связи (АИС), реорганизованного в Комитет и Комитета информации и архивов бывшего Министерства культуры и информации Республики Казахстан. В ведение нового министерства также было передано Акционерное Общество «Национальный информационный холдинг „Арна Медиа“» (АО «НИХ „Арна Медиа“»), впрочем, позднее расформированное.
До упразднения ведомства министром связи и информации был Аскар Жумагалиев.

## Структура
В структуре министерства было три комитета:
- Комитет информации и архивов [2];
- Комитет связи и информатизации[3];
- Комитет по контролю автоматизации государственных услуг и координации деятельности Центров обслуживания населения[4].

## Руководство
Министром связи и информации Республики Казахстан был Жумагалиев Аскар. Он был первым и единственным занимавшим этот пост.
- Ответственный секретарь Министерства — Абсаттаров Кайрат Бектаевич;
- Вице-министр — Сарсенов Сакен Сейтжаппарович;
- Вице-министр — Танысбай Ляззат Муратовна[5].

## Министры
- Министры Связи И. Ульянов (март 87 — июнь 94)

| № | Ф.И.О.                      | Дата начала и окончания работы на посту | Фото |
| 1 | Жумагалиев Аскар Куанышевич | 12 марта, 2010 — 14 января, 2012        |      |

## Упразднение
20 января 2012 года Указом Президента ведомство было упразднено, а его функции и полномочий были переданы следующим министерствам:
1) в области информации, архивного дела и документации — Министерству культуры и информации Республики Казахстан;
2) в области связи, информатизации, контроля за автоматизацией государственных услуг и координации деятельности центров обслуживания населения — Министерству транспорта и коммуникаций Республики Казахстан.